# Ottomar Ladva
Ottomar Ladva (Haapsalu, 17 de juny de 1997) és un jugador d'escacs estonià, que té el títol de Gran Mestre des de 2016. Ha guanyat el Campionat d'escacs d'Estònia els anys 2013, 2015, 2016, i 2018.
A la llista d'Elo de la FIDE del gener de 2020, hi tenia un Elo de 2513 punts, cosa que en feia el jugador número 1 (en actiu) d'Estònia. El seu màxim Elo va ser de 2543 punts, a la llista del setembre de 2017.

## Resultats destacats en competició
Ladva va guanyar el Campionat d'Estònia Juvenil (Sub-18) els anys 2010, 2012, 2013 i 2014. Des de 2006 ha anat participant en el Campionat d'Europa per edats, en els diferents grups d'edat.
El 2013 va guanyar el Campionat absolut d'Estònia, quan tenia 15 anys, batent així el rècord anterior de Lembit Oll (de 1982). El 2014 hi fou segon.
El 2015 tornà a guanyar el campionat d'Estònia, i va repetir el triomf, per tercer cop, el 2016.
El juny de 2015 Ladva va guanyar el torneig round-robin de Riga, per damunt d'Aloyzas Kveinys, i hi obtingué una norma de Gran Mestre.
El 2018 guanyà novament el campionat d'Estònia, per quart cop en la seva carrera.

### Participació en competicions per equips
Ottomar Ladva ha representat Estònia a les següents Olimpíades d'escacs:
- El 2012, al tauler suplent, a la 40a Olimpíada a Istanbul (+5, =1, -3);
- El 2014, al primer tauler a la 41a Olimpíada a Tromsø (+5, =3, -3).